# (62) Èrato
Èrato és l'asteroide núm. 62 de la sèrie. El seu nom es deu a Èrato, la musa de la poesia de la mitologia grega. És un asteroide gran i fosc del cinturó principal. Fou descobert a Berlín el 14 de setembre del 1860 per l'Oskar Lesser i en Wilhelm Forster i fou el primer asteroide que comparteix codescobridors, i fou el primer i únic asteroide descobert per aquests. Aquest asteroide pertany a la «Família de Themis» del grup de famílies d'asteroides d'Hirayama.